# Heterogriffus berlandi
Heterogriffus berlandi är en spindelart som först beskrevs av Roger de Lessert 1938.  Heterogriffus berlandi ingår i släktet Heterogriffus och familjen krabbspindlar. Inga underarter finns listade i Catalogue of Life.